# Guillermo Lasso
Guillermo Alberto Santiago Lasso Mendoza (ur. 16 listopada 1955 w Guayaquil) – ekwadorski polityk i ekonomista, gubernator prowincji Guayas w latach 1998–1999, minister gospodarki w 1999 roku, prezydent Ekwadoru od 24 maja 2021 do 23 listopada 2023.

## Życiorys

### Młodość i edukacja
Guillermo Lasso urodził się jako najmłodsze z jedenaściorga dzieci. Jego ojciec, Enrique Lasso Alvarado, był funkcjonariuszem publicznym w Guayaquil. Z powodów ekonomicznych w czasie nauki w szkole średniej podjął pracę w niepełnym wymiarze w kilku firmach finansowych. W 1974 ukończył Colegio San José La Salle i rozpoczął studia na Wydziale Ekonomicznym Pontificia Universidad Católica del Ecuador w Quito. Zrezygnował jednakże z nauki na drugim roku studiów, by rozpocząć pracę w sektorze prywatnym. W 1981 poślubił Maríę de Lourdes Alcívar Crespo, z którą ma pięcioro dzieci.

### Praca w bankach
W 1977 rozpoczął pracę w firmie ProCrédito. Rok później założył wspólnie z bratem własną firmę Constructora Alfa y Omega. W 1980 został zastępcą dyrektora spółki Finansur, a w 1984 jej dyrektorem. W 1989 objął funkcję wiceprezesa banku Banco de Guayaquil, a pięć lat później funkcję prezesa, którą pełnił do maja 2012.

### Kariera polityczna
Po objęciu urzędu przez prezydenta Jamila Mahuada, 10 sierpnia 1998 został mianowany gubernatorem prowincji Guayas. Po roku, 17 sierpnia 1999 objął nowo utworzony urząd superministra gospodarki, koordynujący prace resortów finansów i energii. 24 września 1999 podał się do dymisji, w proteście przeciwko decyzji prezydenta Mahuada o uchwaleniu moratorium na spłatę zadłużenia zagranicznego Ekwadoru. W 2011 otrzymał tytuł doctor honoris causa od Universidad de las Américas w Quito.
Do aktywności politycznej powrócił w 2012, kiedy zdecydował się na udział w wyborach prezydenckich. W maju 2012 zrezygnował z funkcji prezesa Banco de Guayaquil, w sierpniu 2012 wstąpił do nowo utworzonego ruchu politycznego Tworzenie Możliwości, a w październiku 2012 został jego kandydatem na urząd prezydenta. W wyborach prezydenckich 17 lutego 2013 zajął drugie miejsce, zdobywając 22,7% głosów i przegrywając z urzędującym prezydentem Rafaelem Correą (zdobył 57,2% głosów).
Po raz drugi wziął udział w wyborach prezydenckich w 2017. Opowiadał się za niezależnością banku centralnego od władzy wykonawczej oraz zapowiedział usunięcie z ekwadorskiej ambasady w Londynie przebywającego tam założyciela serwisu WikiLeaks, Juliana Assange’a.
W pierwszej turze wyborów 19 lutego 2017 zajął drugie miejsce z wynikiem 28,1% głosów, przegrywając z Lenínem Moreno (39,3%). Ponieważ żaden z kandydatów nie zdobył ponad 40% głosów, z co najmniej 10-procentową przewagą nad kontrkandydatem, 2 kwietnia 2017 Moreno i Lasso zmierzyli się w drugiej turze wyborów. Lasso przegrał w niej z Morenem, uzyskując 48,85% głosów. Po tym jak sondaże exit poll wskazywały początkowo na jego wygraną, domagał się ponownego przeliczenia głosów, a jego zwolennicy protestowali na ulicach stolicy.
W pierwszej turze wyborów prezydenckich w 2021 roku zajął drugie miejsce. W drugiej turze wyborów pokonał socjalistę Andresa Arauza stosunkiem głosów 52,36–47,64%.
23 listopada 2023 przestał pełnić funkcję prezydenta.

## Poglądy polityczne
W 2021 roku jego kampania wyborcza opierała się na powrocie do wolnego rynku, ochronie środowiska naturalnego, a także praw osób LGBT. Określa się jako liberał, jest zwolennikiem wolnego rynku.